# Muel (Ille-et-Vilaine)
Pour les articles homonymes, voir Muel.
Muel est une commune française située dans le département d'Ille-et-Vilaine en région Bretagne.

## Géographie

### Localisation
La commune est située en région Bretagne, à l'ouest du département d'Ille-et-Vilaine, à 35 km de Rennes.

### Géologie et relief
La superficie de la commune est de 28,9 km2, et son altitude varie entre 45 et 133 m.

### Hydrographie
Pour un article plus général, voir Réseau hydrographique d'Ille-et-Vilaine.
La commune est située dans le bassin Loire-Bretagne. Muel est traversée par le Meu, affluent de rive droite de la Vilaine, qui coule d'ouest en est, passant au sud du bourg. La commune est également traversée par le Ruisseau de Comper et le Ruisseau du Bois-Hamon,.
Le Meu, d'une longueur de 84 km, prend sa source dans la commune de Saint-Vran et se jette  dans un bras de la Vilaine à Chavagne, après avoir traversé 21 communes. 
Le Bois Hamon, d'une longueur de 12 km, prend sa source dans la commune de Saint-Onen-la-Chapelle et se jette  dans le Meu sur la commune, après avoir traversé trois communes. 

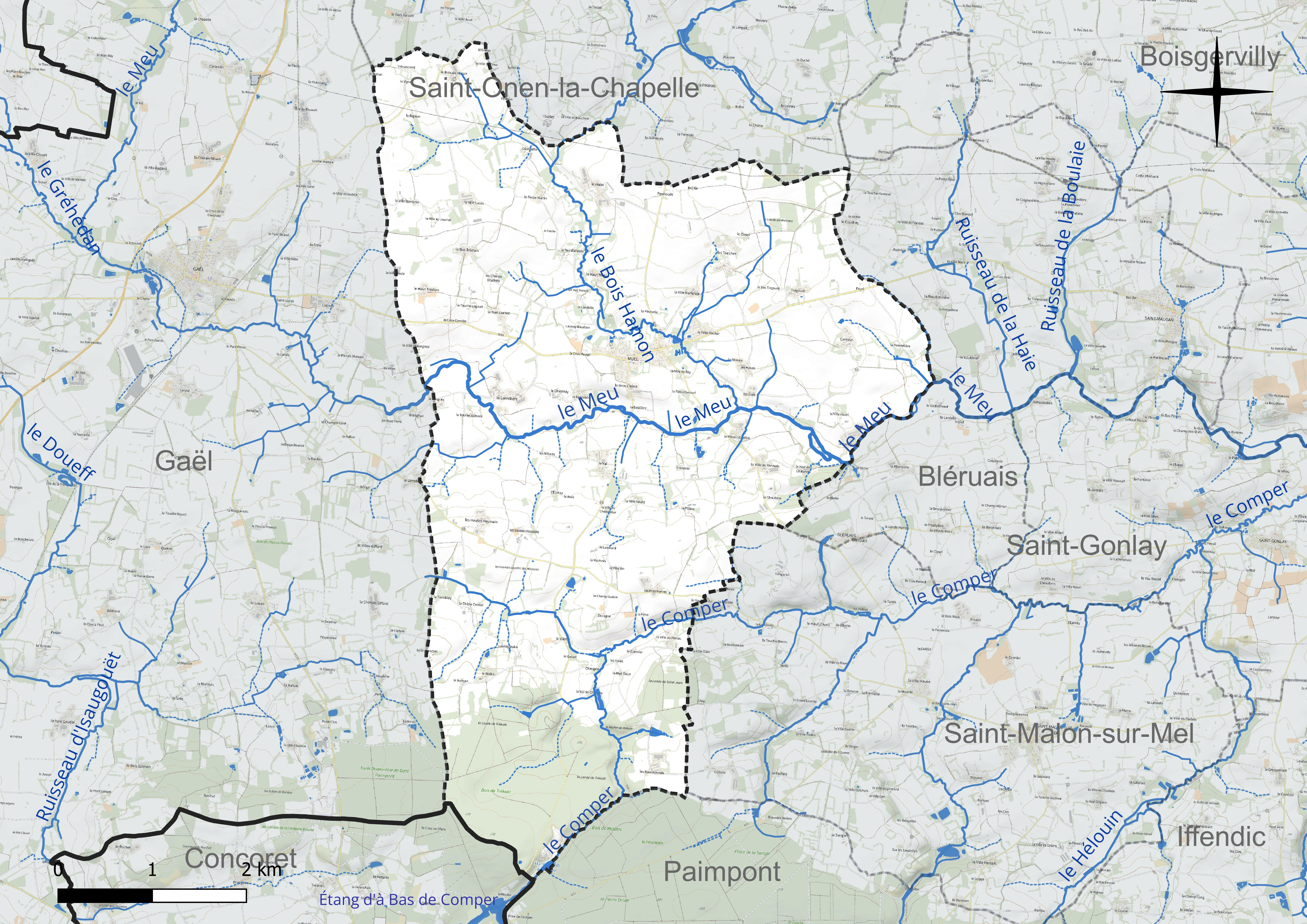
Réseau hydrographique de Muel.

Un plan d'eau complète le réseau hydrographique : l'étang d'à-bas de Comper, d'une superficie totale de 1 ha (0,92 ha sur la commune),.

### Climat
Pour des articles plus généraux, voir Climat de la Bretagne et Climat d'Ille-et-Vilaine.
En 2010, le climat de la commune est de type climat océanique altéré, selon une étude du CNRS s'appuyant sur une série de données couvrant la période 1971-2000. En 2020, Météo-France publie une typologie des climats de la France métropolitaine dans laquelle la commune est exposée à un climat océanique et est dans la région climatique  Bretagne orientale et méridionale, Pays nantais, Vendée, caractérisée par une faible pluviométrie en été et une bonne insolation. Parallèlement l'observatoire de l'environnement en Bretagne publie en 2020 un zonage climatique de la région Bretagne, s'appuyant sur des données de Météo-France de 2009. La commune est, selon ce zonage, dans la zone « Intérieur Est », avec des hivers frais, des étés chauds et des pluies modérées.
Pour la période 1971-2000, la température annuelle moyenne est de 11,5 °C, avec une amplitude thermique annuelle de 12,5 °C. Le cumul annuel moyen de précipitations est de 755 mm, avec 12,9 jours de précipitations en janvier et 6,4 jours en juillet. Pour la période 1991-2020, la température moyenne annuelle observée sur la station météorologique la plus proche, située sur la commune de Guer à 25 km à vol d'oiseau, est de 12,3 °C et le cumul annuel moyen de précipitations est de 872,7 mm,. Pour l'avenir, les paramètres climatiques de la commune estimés pour 2050 selon différents scénarios d'émission de gaz à effet de serre sont consultables sur un site dédié publié par Météo-France en novembre 2022.

### Voies de communication et transports

#### Réseau routier
Muel est traversée par les routes départementales 30 et 59. La majorité du réseau est constitué de routes rurales.

#### Transports
La commune est desservie par le réseau de car BreizhGo.
- BreizhGo 2 Rennes - Montfort-sur-Meu - Gaël

## Urbanisme

### Typologie
Au 1er janvier 2024, Muel est catégorisée commune rurale à habitat très dispersé, selon la nouvelle grille communale de densité à sept niveaux définie par l'Insee en 2022.
Elle est située hors unité urbaine et hors attraction des villes,.

### Occupation des sols
L'occupation des sols de la commune, telle qu'elle ressort de la base de données européenne d'occupation biophysique des sols Corine Land Cover (CLC), est marquée par l'importance des territoires agricoles (88,4 % en 2018), une proportion sensiblement équivalente à celle de 1990 (88,1 %). La répartition détaillée en 2018 est la suivante : 
terres arables (53,1 %), zones agricoles hétérogènes (19,3 %), prairies (16 %), forêts (10,4 %), zones urbanisées (1,2 %). L'évolution de l'occupation des sols de la commune et de ses infrastructures peut être observée sur les différentes représentations cartographiques du territoire : la carte de Cassini (XVIIIe siècle), la carte d'état-major (1820-1866) et les cartes ou photos aériennes de l'IGN pour la période actuelle (1950 à aujourd'hui).

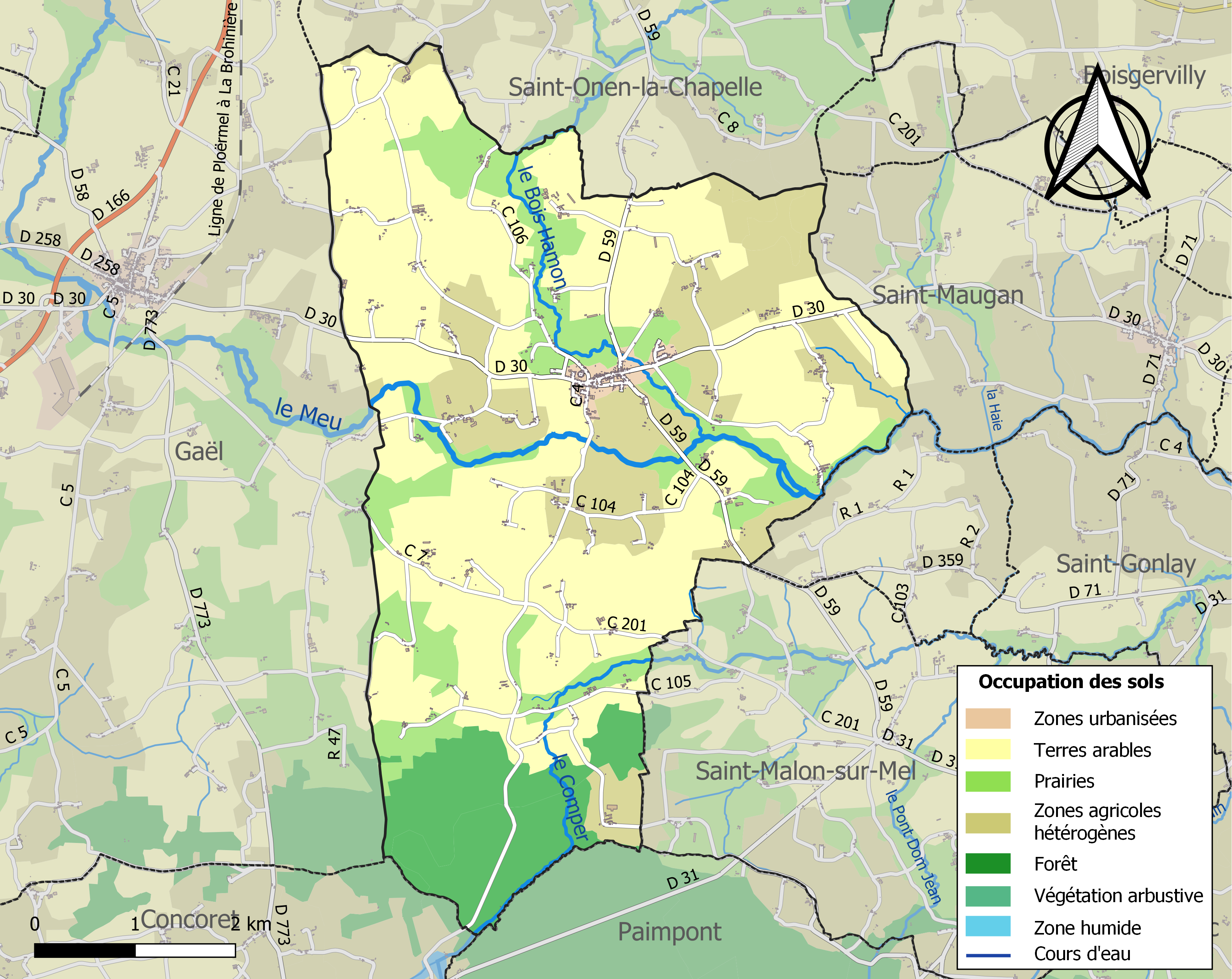
Carte des infrastructures et de l'occupation des sols de la commune en 2018 (CLC).

## Toponymie
Le nom de la localité est attesté sous les formes Moel (XIIIe siècle) et Muel (1455).
Le nom de Muël pourrait provenir du celtique Muec'hel, devenu par altération Muehel, qui désigne un lieu humide[Information douteuse][source insuffisante].
Son origine pourrait venir du patois muée, issu du breton mouez, désignant également un lieu humide.[réf. nécessaire]
Enfin, il pourrait venir de l'ancien breton maël, mel, voulant dire colline, rondeur comme l'atteste la forme écrite de la paroisse au XIIIe siècle: Moel (on retrouve ce terme dans Moelan près de Quimperlé).[réf. nécessaire]
Dans tous les cas, l'origine du nom est à mettre en lien avec la géographie du lieu, vallonné et irrigué par une boucle du Meu.[réf. nécessaire]

## Histoire
L'histoire de Muël est liée à celle de la paroisse de Gaël, puisqu'elle est issue d'un démembrement de celle-ci.

### Ancien Régime
Notre-Dame de Muël était, au Moyen-Âge, une chapelle frairienne de la paroisse de Gaël. Son existence est antérieure à 1455, où il en est fait mention dans l'Ancienne Réformation du Domaine.
Différents manoirs de Muël ont accueilli les familles nobles locales.
- À la Ville-Morfouasse, le manoir appartenait aux Bello en 1440, aux Des Salles en 1513[19],[20].
- À la Faydonnière, le manoir appartenait aux Des Salles en 1440, à Raoulette de Beaucé en 1513, qui le tenait en douaire de la maison de la Ville-Morfouasse[21]
- Au Plessis-Guélier, le manoir appartenait aux Le Prevost en 1440, et aux De Lauras en 1513[20].
- Au Héran, l'ancien manoir appartenait aux De Comper en 1420[20].
- À la Cornillière, l'ancien manoir appartenait à Jean Bello en 1440, et fut donné par les Bello aux Des Salles pour assiette de leurs droits sur la Ville-Morfouasse, ceux-ci le possédaient en 1513[20].
- À la Touche-Aumount, l'ancien manoir appartenait aux Binot en 1440 et 1513[19].
- À Trédian, l'ancien manoir appartenait aux De la Châsse en 1513[19].
- À Ville-Donjean, l'ancien manoir appartenait au Radoube en 1661[19].

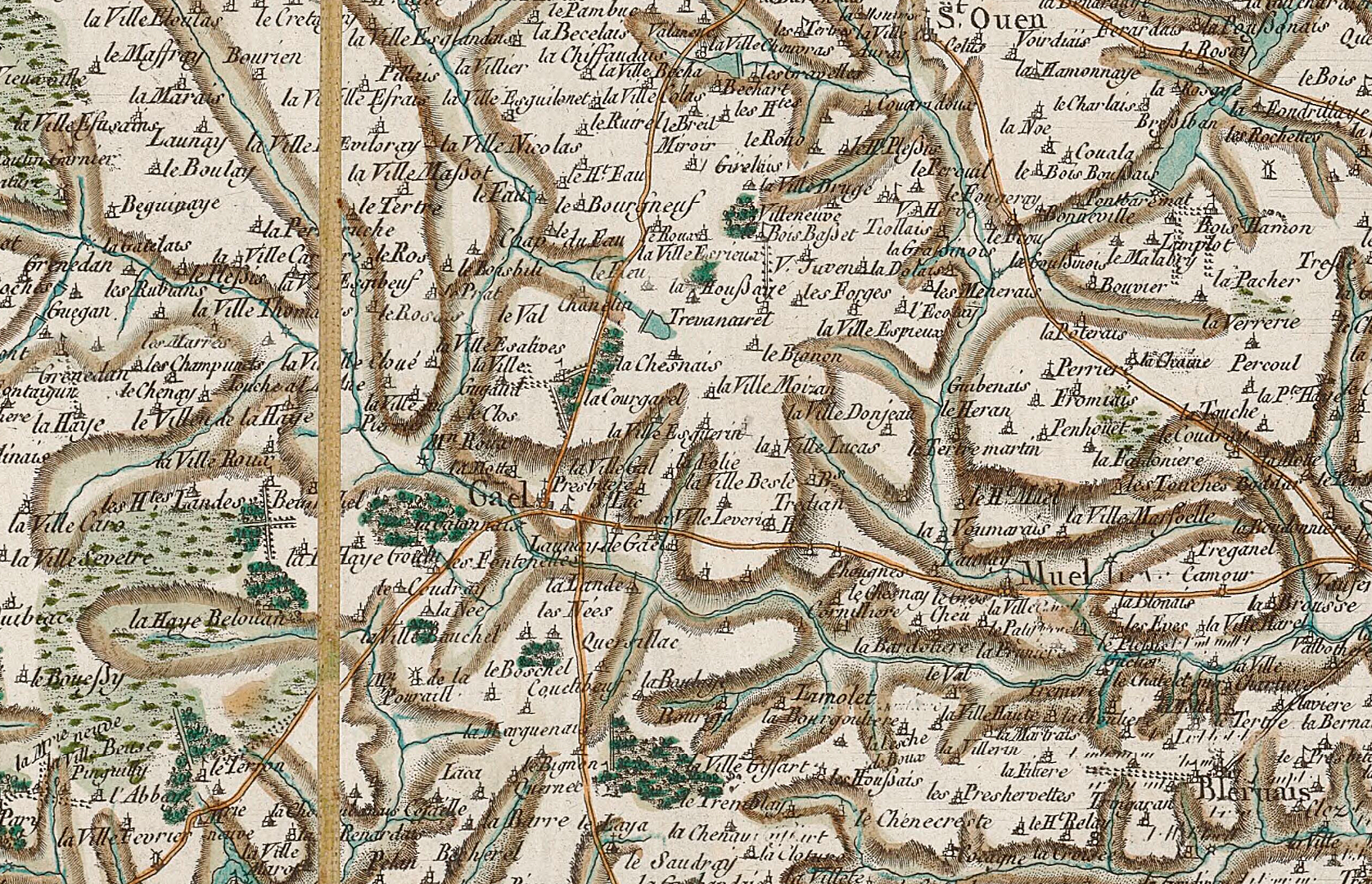
Carte de Cassini de la paroisse de Gaël et de sa trève de Muel.

Le 24 novembre 1562, les habitants à proximité de la chapelle adressèrent une requête à l'évêque de Saint-Malo, Mgr Bohier, l'incitant à ériger en église tréviale Notre-Dame de Muël. Ce dernier demanda l'avis du recteur de Gaël, Jehan du Breil, qui donna son consentement le 12 décembre 1562. Le chanoine et vicaire général de Saint-Malo, Jean Trotereau, fut chargé d'enquêter à ce sujet et dressa un procès-verbal favorable le 22 mai 1564. Ainsi, Mgr Bohier donna une ordonnance épiscopale le 24 juillet 1564 érigeant la chapelle Notre-Dame de Muël en « fillette et subcursale de l'Église de Gaël ». Cette trève possède les mêmes décimateurs et seigneurs que Gaël. Le Pouillé ms. de Saint-Malo précise, en 1750, qu'« il y a dans cette trêve environ huit-cents communiants et l'église est assez bien ». Mais de cette église il ne reste aujourd'hui plus rien.

### Révolution française et Empire
La commune a été créée en 1790, par démembrement de la commune de Gaël. Elle fut érigée en paroisse distincte de celle de Gaël par Mgr de Maillé en 1803.

### LeXIXesiècle
De 1801 à 1926 Muel fait partie de l'arrondissement de Montfort, avant, en raison de sa suppression, de faire ensuite partie de l'arrondissement de Rennes. Muel dépendait du canton de Plélan-le-Grand jusqu'à la suppression de celui-ci lors de la réforme administrative de 2014 et désormais du canton de Montfort-sur-Meu.
A. Marteville et P. Varin, continuateurs d'Ogée, décrivent ainsi Muel en 1853 :

« Muel (sous l'invocation de la Vierge, le 15 août ; commune formée de l'ancienne trève de Gaël. (..) Principaux villages : Trevancarel, la Ville-ès-Pieux, le Tertre-Martin, Penhouet, les Touches, Trégouet, Cameur, Pont-Gullée, la Ville-ès-Ionay, la Pilière, Changée, les Bourdonnais, Bretin, Hautes et Basses-Houssais, la Cornillère, Haut et Bas-Trédian. Maisons nobles : la Ville-Morfouasse, le Plessix-Gueller. Superficie totale : 2 800 hectares 24 ares dont (..) terres labourables 1 687 hectares, prés et pâturages 256 ha, bois 169 ha, vergers et jardins 30 ha, landes et incultes 621 ha (..). Moulins : 4 (de la Hautière, de Changée, d'Abas-de-Comper, à eau. Cette commune est traversée, de l'ouest à l'est, par la rivière le Meu ; elle est en outre limitée au sud et traversée sur une faible longueur par la petite rivière de Comper. Elle contient au sud le grand bois de Trécouet, et le petit étang d'Abas-de-Comper. Géologie : schiste argileux. On parle le français [en fait le gallo]. »

La nouvelle église fut construite en 1859.
En 1873 des Sœurs de l'Immaculée Conception de Saint-Méen créent une école des filles à Muel.

### LeXXesiècle

#### La Première Guerre mondiale

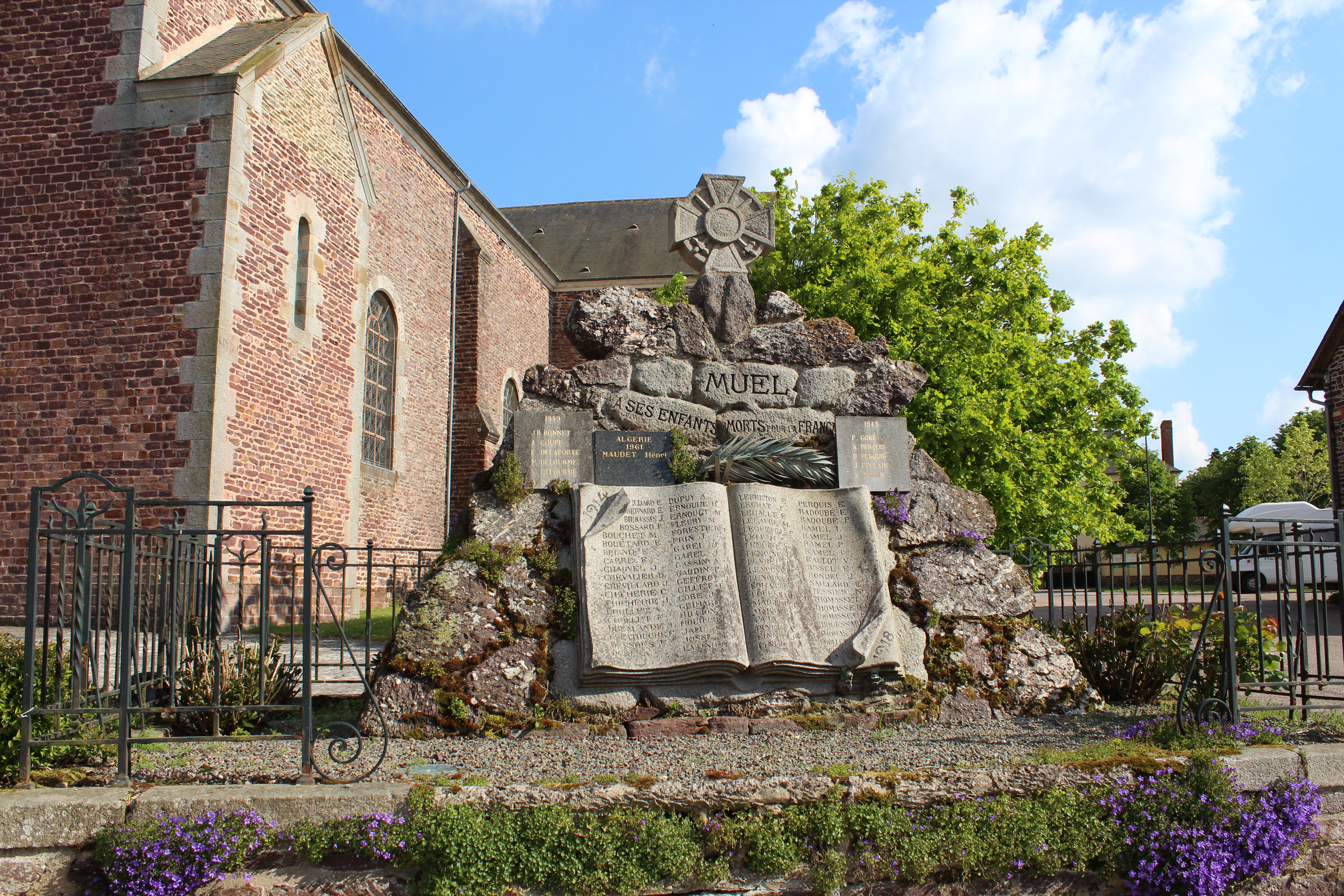
Le monument aux morts de Muel.

Le monument aux morts de Muel porte les noms de 75 soldats morts pour la France pendant la Première Guerre mondiale ; parmi eux 6 sont des soldats morts en Belgique (Frédéric Carné à Rossignol,  Joseph Lechat à Maissin et François Martel à Virton, tous les trois le même jour dès le 22 août 1914, Jean-Marie Ramel deux jours plus tard à Fosses et Louis Ramel le 15 novembre 1914 à Wijtschate ; Émile Lebreton à Nieuport en 1916) ; Désiré Chevalier est mort de maladie en 1915 alors qu'il était prisonnier en Allemagne ; tous les autres sont morts sur le sol français ( parmi eux Eugène Thomasset, sergent au 6e régiment d'infanterie, tué à l'ennemi le 12 octobre 1918 à Étaves-et-Bocquiaux (Aisne), à peine un mois avant l'armistice.

#### L'Entre-deux-guerres

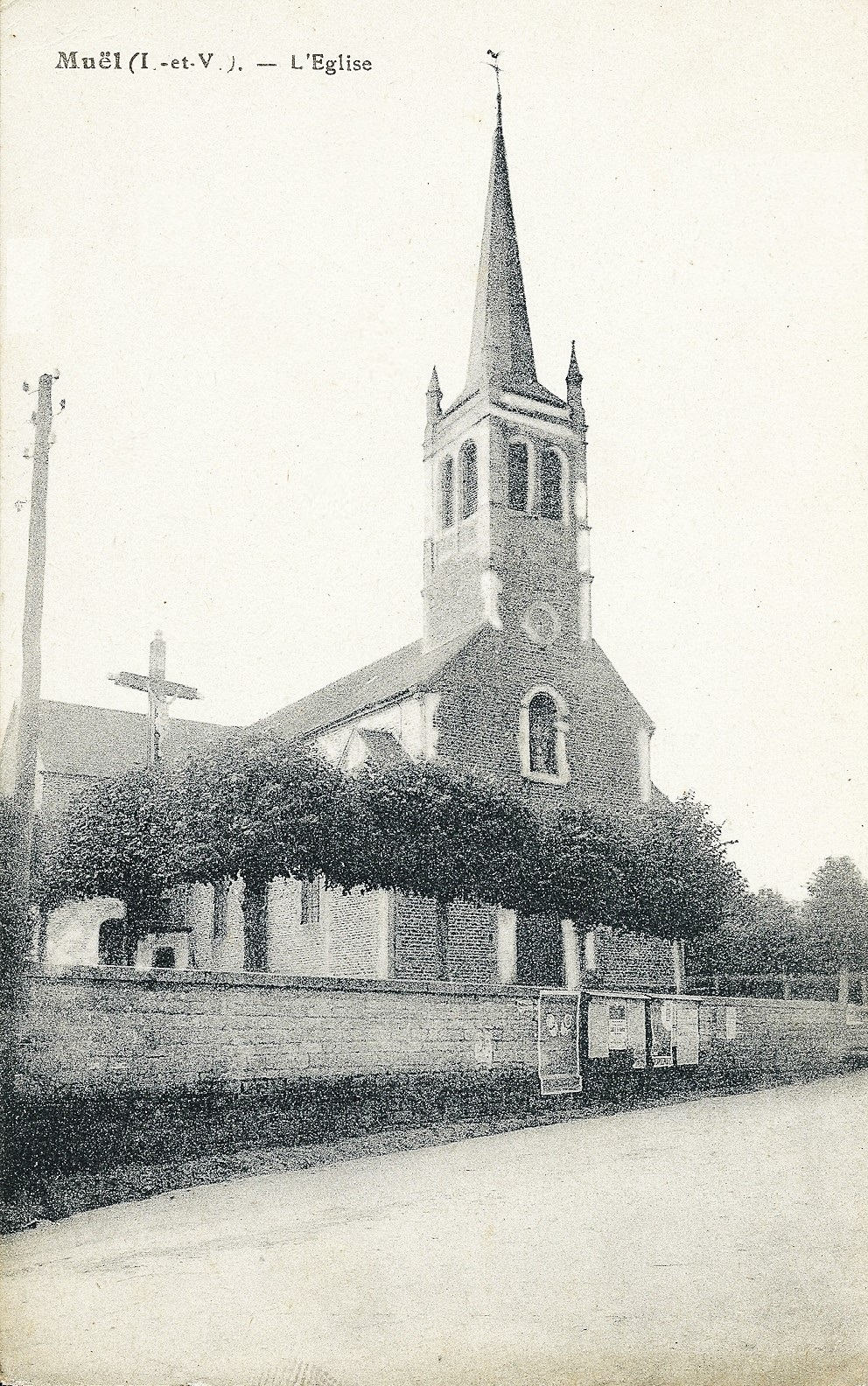
Muel : l'église paroissiale Notre-Dame de l'Assomption vers 1925 (carte postale).
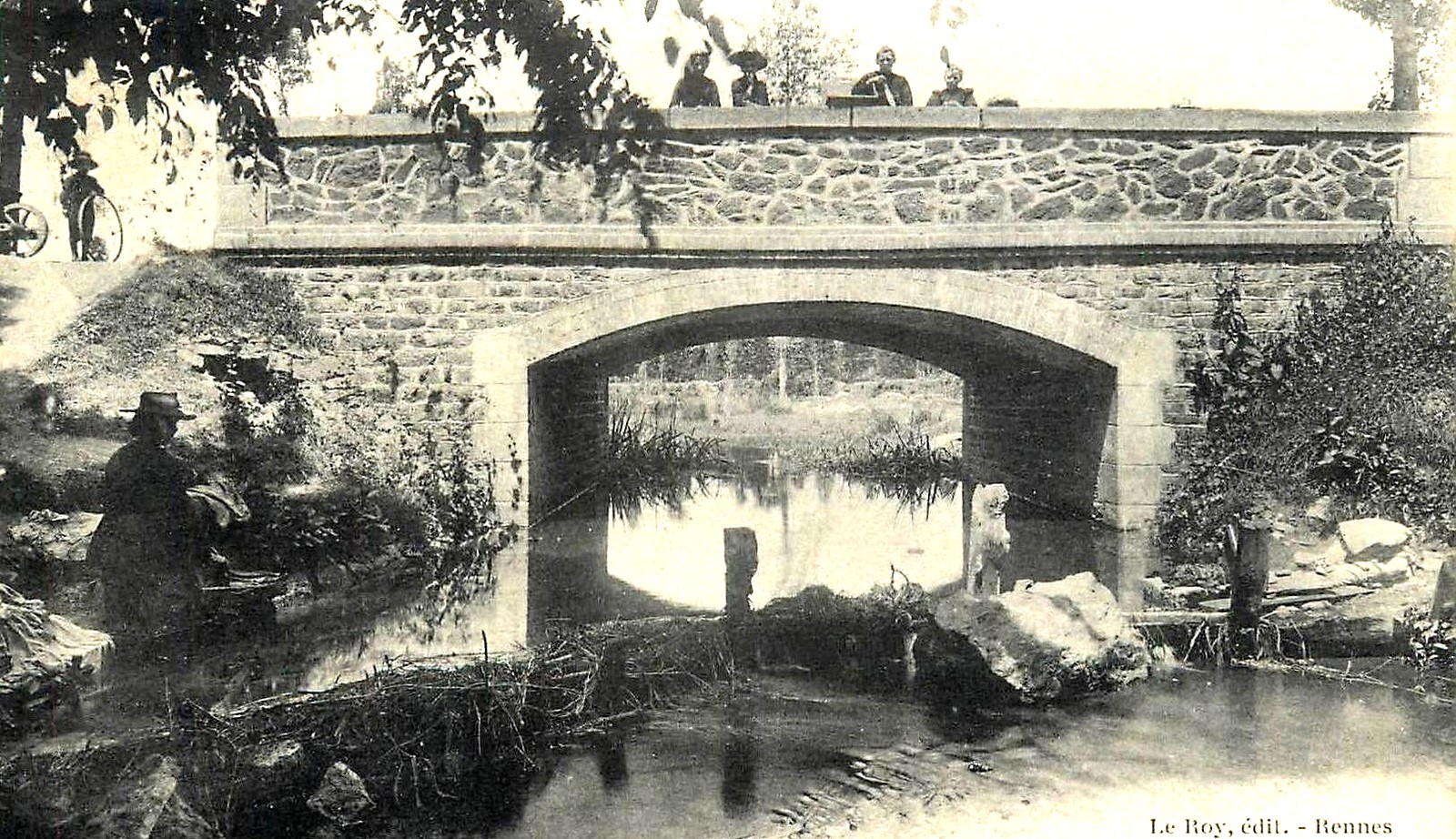
Muel : laveuse sur les bords du Meu vers 1925 (carte postale).

En 1926 est lancé le projet d'extension du réseau électrique à l'ensemble des campagnes du canton de Saint-Méen-le-Grand, les bourgs étant déjà desservis en électricité. Il s'acheva en 1936, après de nombreux retards.

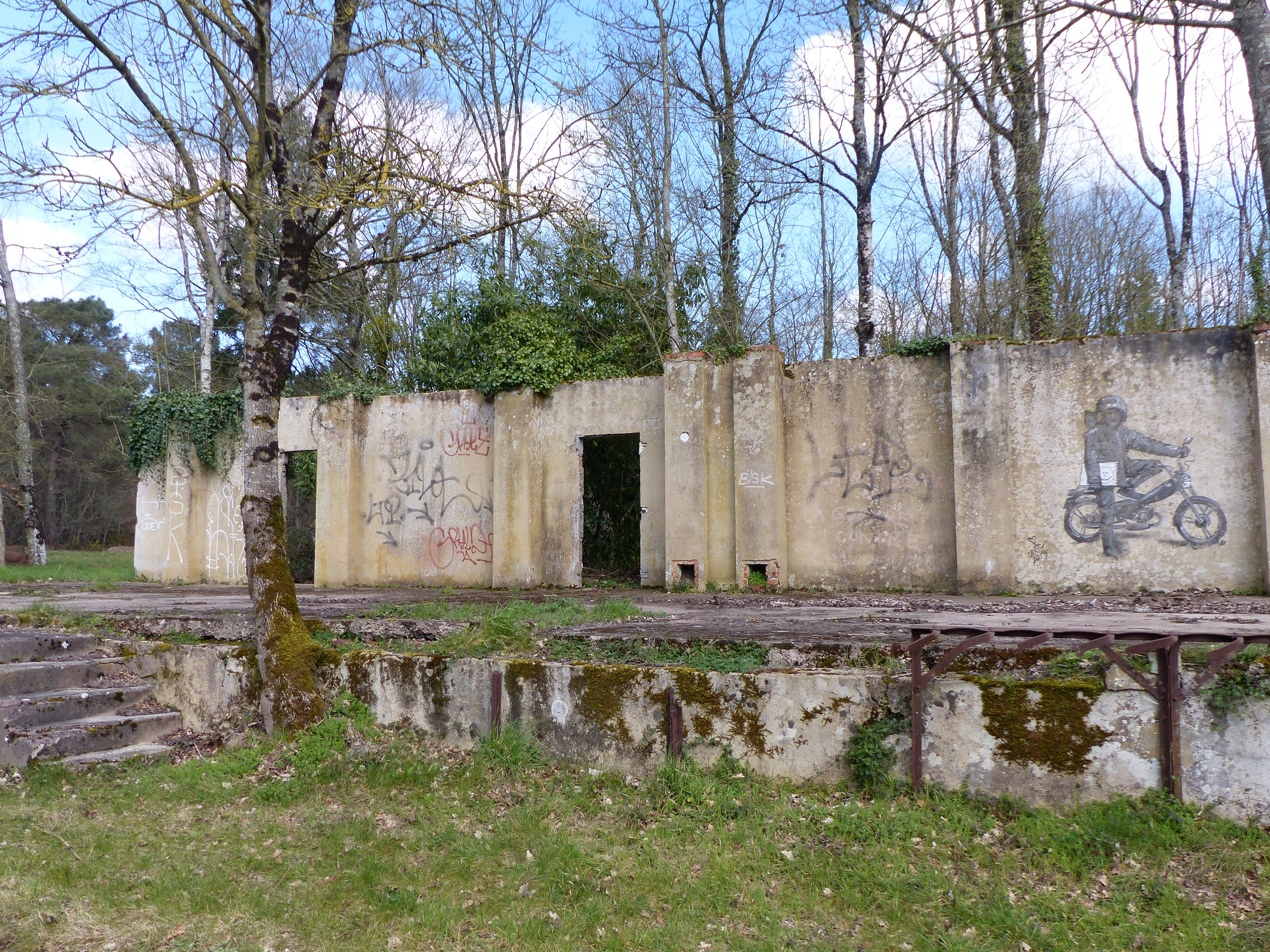
Ruines du camp d'aviation de Point-Clos.

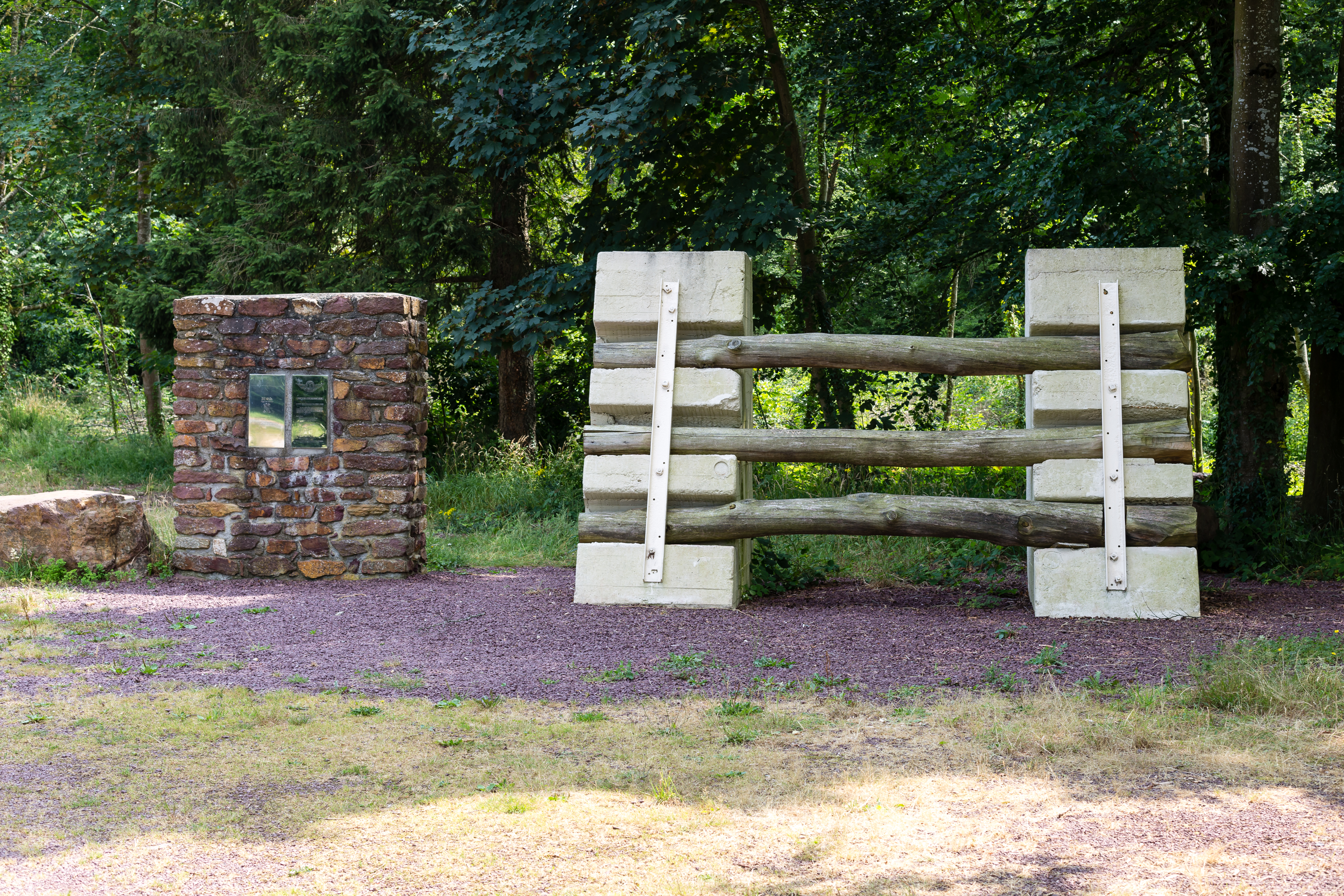
Mémorial du camp d'aviation de Point-Clos.

Le site de Point-Clos, vaste d'environ 80 hectares, à cheval sur une partie des communes de Gaël, Concoret et Muel, bordé par l'ancienne Route nationale 773 (actuelle D773) reliant Paimpont à Gaël, abrite les vestiges d'un ancien aérodrome créé en 1922. Les célèbres aviateurs Dieudonné Costes et Maurice Bellonte y atterrirent le 14 décembre 1930. Il fut occupé par la Luftwaffe de 1940 à 1944 (l'aérodrome fut bombardé par la RAF le 11 avril 1944, puis les 10 et 15 juin 1944), puis brièvement par l'aviation alliée jusqu'à la fin du mois de septembre 1944. Il ferma officiellement en 1955, mais n'était plus utilisé depuis septembre 1944.

#### La Seconde Guerre mondiale
Le monument aux morts de Muel porte les noms de 11 soldats morts pour la France pendant la Seconde Guerre mondiale ; parmi eux 8 sont morts lors de la Bataille de France au printemps 1940 (Arsène Coupé, Ernest Delaporte, Albert Dolais, Pierre Goré, les deux frères Alfred et Henri Perquis, Joseph Poulain et André Trutin, ce dernier en Belgique) et les deux frères Marcel et Victor Delourme sont morts pendant l'été 1940, le premier à Rennes, le second à Toulouse.

#### L'Après Seconde Guerre mondiale
Henri Maudet, soldat du 94e régiment d'infanterie de ligne, est mort pour la France pendant la Guerre d'Algérie.
Vers la fin du XXe siècle, différents travaux d'aménagement de la commune sont lancés pour améliorer le cadre de vie.
- Le terrain de foot est construit en 1976.
- Le plan d'eau à l'est du bourg est aménagé en 1981.
- La salle des sports est bâtie en 1992 et son extension achevée en 1998.
- Des jeux extérieurs pour enfants sont installés à l'école en 1998.
- La construction de l'école maternelle est achevée en janvier 2000.
- L'aménagement des places de l'Église et de la Mairie est lancé en décembre 2000.

### LeXXIesiècle
Une borne informatique installée à la mairie en 2006 permet la visualisation des registres d'état civil de 1793 à 1905, soit plus de dix mille documents. La bibliothèque a ouvert ses portes le 26 septembre 2009.

## Politique et administration

### Liste des maires
| Période                                  | Période        | Identité           | Étiquette | Qualité                                                                                           |
| ---------------------------------------- | -------------- | ------------------ | --------- | ------------------------------------------------------------------------------------------------- |
|                                          |                | Mathurin Morfoisse |           | Cultivateur.                                                                                      |
|                                          |                | Michel Rissel      |           |                                                                                                   |
| 1791                                     |                | Joseph Cosnier     |           |                                                                                                   |
| 1792                                     |                | Jean Chevallier    |           |                                                                                                   |
| 1805                                     | 1806           | Joseph Cosnier     |           |                                                                                                   |
| 1809                                     | 1822           | Jacques Duverger   |           |                                                                                                   |
| 1822                                     | 1834           | Mathurin Morfoisse |           | Homonyme du premier maire de Muel, mais sans lien de parenté direct. Cultivateur à la Cornillère. |
| 1834                                     | 1843           | Jacques Bourgneuf  |           |                                                                                                   |
| 1843                                     | 1852           | Thomas Lelièvre    |           | Notaire.                                                                                          |
| 1852                                     | 1858           | Aimé Robert        |           | Instituteur.                                                                                      |
| 1858                                     | 1864           | François Pellet    |           |                                                                                                   |
| 1864                                     | 1910           | Aimé Robert        |           | Déjà maire entre 1852 et 1858.                                                                    |
| 1910                                     | 1916           | Pierre Chauvin     |           | Instituteur.                                                                                      |
| 1916                                     | 1932           | Jean Guillard      |           | Instituteur.                                                                                      |
| 1932                                     | 1945           | Pierre Bigot       |           |                                                                                                   |
| 1945                                     | 1956           | Joseph Louessard   |           |                                                                                                   |
| 1956                                     | mars 1983      | Léon Bouchet       | DVG       |                                                                                                   |
| mars 1983                                | juin 1995      | Roger Commeureuc   |           | Commerçant retraite, maire honoraire                                                              |
| juin 1995                                | 3 juillet 2020 | Marcel Minier      | PS        | Technicien                                                                                        |
| 3 juillet 2020                           | En cours       | Patrick Chenais    |           | Retraité                                                                                          |
| Les données manquantes sont à compléter. |                |                    |           |                                                                                                   |

### Liste des curés
- Joseph Jollive (1803-1817),
- Pierre Penhouët (1817-1822),
- Jean Mauny (1822-1840),
- Jean Plessix (1840-1847),
- Julien Bidel (1847-1857),
- Pierre Cocar (1857-1864),
- Julin Collet (1864-1882),
- Henri Dupuis (1882 -     ),
- Dubreuil (   -   ) et son vicaire Miard,
- Alphonse Jouan jusqu'en 1928 et son vicaire Chapdelaine jusqu'en 1906,
- Constant Trincart (1928-1946) et son vicaire Louis Poulnais.

### Tendances politiques et résultats
| Élections présidentielles, résultats des deuxièmes tours.                                               | Élections présidentielles, résultats des deuxièmes tours. | Élections présidentielles, résultats des deuxièmes tours. | Élections présidentielles, résultats des deuxièmes tours. | Élections présidentielles, résultats des deuxièmes tours. | Élections présidentielles, résultats des deuxièmes tours. | Élections présidentielles, résultats des deuxièmes tours. | Élections présidentielles, résultats des deuxièmes tours. |
| Année                                                                                                   | Élu                                                       | Élu                                                       | Élu                                                       | Battu                                                     | Battu                                                     | Battu                                                     | Participation                                             |
| --- | --------------------------------------------------------- | --------------------------------------------------------- | --------------------------------------------------------- | --------------------------------------------------------- | --------------------------------------------------------- | --------------------------------------------------------- | --------------------------------------------------------- |
| 2002 | 82,21 %                                                   | Jacques Chirac                                            | RPR                                                       | 17,79 %                                                   | Jean-Marie Le Pen                                         | FN                                                        | 79,71 %                                                   |
| 2007 | 53,97 %                                                   | Nicolas Sarkozy                                           | UMP                                                       | 46,03 %                                                   | Ségolène Royal                                            | PS                                                        | 86,18 %                                                   |
| 2012 | 50,32 %                                                   | François Hollande                                         | PS                                                        | 49,68 %                                                   | Nicolas Sarkozy                                           | UMP                                                       | 86,74 %                                                   |
| 2017 | %                                                         | Emmanuel Macron                                           | EM                                                        | %                                                         | Marine Le Pen                                             | FN                                                        | %                                                         |
| 2022 | %                                                         | Emmanuel Macron                                           | LREM                                                      | %                                                         | Marine Le Pen                                             | RN                                                        | %                                                         |
| Élections législatives, résultats des deux meilleurs scores du dernier tour de scrutin.                 |                                                           |                                                           |                                                           |                                                           |                                                           |                                                           |                                                           |
| Année                                                                                                   | Élu                                                       | Élu                                                       | Élu                                                       | Battu                                                     | Battu                                                     | Battu                                                     | Participation                                             |
| Muel (Ille-et-Vilaine) est répartie sur plusieurs circonscriptions, cf. les résultats des .             |                                                           |                                                           |                                                           |                                                           |                                                           |                                                           |                                                           |
| Avant 2010, Muel (Ille-et-Vilaine) est répartie sur plusieurs circonscriptions, cf. les résultats des . |                                                           |                                                           |                                                           |                                                           |                                                           |                                                           |                                                           |
| 2002 | 55,12 %                                                   | Philippe Rouault                                          | Union pour la majorité présidentielle                     | 44,88 %                                                   | Marcel Rogemont                                           | PS                                                        | 65,64 %                                                   |
| 2007 | 52,30 %                                                   | Philippe Rouault                                          | UMP                                                       | 47,70 %                                                   | Marcel Rogemont                                           | PS                                                        | 61,55 %                                                   |
| Après 2010, Muel (Ille-et-Vilaine) est répartie sur plusieurs circonscriptions, cf. les résultats de .  |                                                           |                                                           |                                                           |                                                           |                                                           |                                                           |                                                           |
| 2012 | 54,15 %                                                   | François André                                            | PS                                                        | 48,85 %                                                   | Philippe Rouault                                          | UMP                                                       | 58,57 %                                                   |
| 2017 | %                                                         |                                                           |                                                           | %                                                         |                                                           |                                                           | %                                                         |
| 2022 | %                                                         |                                                           |                                                           | %                                                         |                                                           |                                                           | %                                                         |
| 2024 | %                                                         |                                                           |                                                           | %                                                         |                                                           |                                                           | %                                                         |
| Élections européennes, résultats des deux meilleurs scores.                                             |                                                           |                                                           |                                                           |                                                           |                                                           |                                                           |                                                           |
| Année                                                                                                   | Liste 1re                                                 | Liste 1re                                                 | Liste 1re                                                 | Liste 2e                                                  | Liste 2e                                                  | Liste 2e                                                  | Participation                                             |
| 2004 | 28,92 %                                                   | Bernard Poignant élu au premier tour                      | PS                                                        | 19,12 %                                                   | Roselyne Bachelot                                         | UMP                                                       | 39,16 %                                                   |
| 2009 | 24,06 %                                                   | Christophe Béchu élu au premier tour                      | MAJ                                                       | 17,65 %                                                   | Bernadette Vergnaud                                       | PS                                                        | 34,16 %                                                   |
| 2014 | %                                                         | élu au premier tour                                       |                                                           | %                                                         |                                                           |                                                           | %                                                         |
| 2019 | %                                                         |                                                           |                                                           | %                                                         |                                                           |                                                           | %                                                         |
| 2024 | %                                                         |                                                           |                                                           | %                                                         |                                                           |                                                           | %                                                         |
| Élections régionales, résultats des deux meilleurs scores.                                              |                                                           |                                                           |                                                           |                                                           |                                                           |                                                           |                                                           |
| Année                                                                                                   | Liste 1re                                                 | Liste 1re                                                 | Liste 1re                                                 | Liste 2e                                                  | Liste 2e                                                  | Liste 2e                                                  | Participation                                             |
| 2004 | 54,46 %                                                   | Jean-Yves Le Drian                                        | LGA                                                       | 45,54 %                                                   | Josselin Rohan                                            | LDR                                                       | 68,82 %                                                   |
| 2010 | 45,39 %                                                   | Jean-Yves Le Drian                                        | PS                                                        | 31,91 %                                                   | Bernadette Malgorn                                        | MAJ                                                       | 52,21 %                                                   |
| 2015 | %                                                         |                                                           |                                                           | %                                                         |                                                           |                                                           | %                                                         |
| 2021 | %                                                         |                                                           |                                                           | %                                                         |                                                           |                                                           | %                                                         |
| Élections cantonales, résultats des deux meilleurs scores du dernier tour de scrutin.                   |                                                           |                                                           |                                                           |                                                           |                                                           |                                                           |                                                           |
| Année                                                                                                   | Élu                                                       | Élu                                                       | Élu                                                       | Battu                                                     | Battu                                                     | Battu                                                     | Participation                                             |
| Muel (Ille-et-Vilaine) est répartie sur plusieurs cantons, cf. les résultats de ceux de .               |                                                           |                                                           |                                                           |                                                           |                                                           |                                                           |                                                           |
| 2001 | %                                                         |                                                           |                                                           | %                                                         |                                                           |                                                           | %                                                         |
| 2004 | %                                                         |                                                           |                                                           | %                                                         |                                                           |                                                           | %                                                         |
| 2008 | %                                                         |                                                           |                                                           | %                                                         |                                                           |                                                           | %                                                         |
| 2011 | %                                                         |                                                           |                                                           | %                                                         |                                                           |                                                           | %                                                         |
| Élections départementales, résultats des deux meilleurs scores du dernier tour de scrutin.              |                                                           |                                                           |                                                           |                                                           |                                                           |                                                           |                                                           |
| Année                                                                                                   | Élus                                                      | Élus                                                      | Élus                                                      | Battus                                                    | Battus                                                    | Battus                                                    | Participation                                             |
| Muel (Ille-et-Vilaine) est répartie sur plusieurs cantons, cf. les résultats de ceux de .               |                                                           |                                                           |                                                           |                                                           |                                                           |                                                           |                                                           |
| 2015 | %                                                         |                                                           |                                                           | %                                                         |                                                           |                                                           | %                                                         |
| 2021 | %                                                         |                                                           |                                                           | %                                                         |                                                           |                                                           | %                                                         |
| Référendums.                                                                                            |                                                           |                                                           |                                                           |                                                           |                                                           |                                                           |                                                           |
| Année                                                                                                   | Oui (national)                                            | Oui (national)                                            | Oui (national)                                            | Non (national)                                            | Non (national)                                            | Non (national)                                            | Participation                                             |
| 1992 | 53,43 % (51,04 %)                                         | 53,43 % (51,04 %)                                         | 53,43 % (51,04 %)                                         | 46,57 % (48,96 %)                                         | 46,57 % (48,96 %)                                         | 46,57 % (48,96 %)                                         | 66,04 %                                                   |
| 2000 | 68,07 % (73,21 %)                                         | 68,07 % (73,21 %)                                         | 68,07 % (73,21 %)                                         | 31,93 % (26,79 %)                                         | 31,93 % (26,79 %)                                         | 31,93 % (26,79 %)                                         | 26,11 %                                                   |
| 2005 | 45,43 % (45,33 %)                                         | 45,43 % (45,33 %)                                         | 45,43 % (45,33 %)                                         | 54,57 % (54,67 %)                                         | 54,57 % (54,67 %)                                         | 54,57 % (54,67 %)                                         | 67,24 %                                                   |

### Intercommunalité
Muël était membre de la communauté de communes du Pays de Saint-Méen-le-Grand de sa création au 1er janvier 2014. Depuis cette date, elle fait partie communauté de communes de Saint-Méen Montauban.
La gestion des déchets, la construction et la gestion d'infrastructures destinées au sport, la promotion touristique du territoire et certaines actions sociales sont ainsi déléguées à ce niveau intercommunal.

### Jumelage
Muël est jumelé avec la commune de  Muel (Saragosse) (Espagne) depuis 2003. Plusieurs évènements dans les années 1990 se sont proposé de partir de Muël en France pour rejoindre sa ville jumelle en Espagne à vélo.

## Population et société

### Démographie
L'évolution du nombre d'habitants est connue à travers les recensements de la population effectués dans la commune depuis 1793. Pour les communes de moins de 10 000 habitants, une enquête de recensement portant sur toute la population est réalisée tous les cinq ans, les populations de référence des années intermédiaires étant quant à elles estimées par interpolation ou extrapolation. Pour la commune, le premier recensement exhaustif entrant dans le cadre du nouveau dispositif a été réalisé en 2008.

En 2022, la commune comptait 912 habitants, en évolution de +1,11 % par rapport à 2016 (Ille-et-Vilaine : +5,46 %, France hors Mayotte : +2,11 %).
| 1793  | 1800  | 1806  | 1821  | 1831  | 1836  | 1841  | 1846  | 1851  |
| ----- | ----- | ----- | ----- | ----- | ----- | ----- | ----- | ----- |
| 1 154 | 1 256 | 1 309 | 1 345 | 1 362 | 1 359 | 1 290 | 1 341 | 1 372 |

| 1856  | 1861  | 1866  | 1872  | 1876  | 1881  | 1886  | 1891  | 1896  |
| ----- | ----- | ----- | ----- | ----- | ----- | ----- | ----- | ----- |
| 1 371 | 1 398 | 1 414 | 1 440 | 1 503 | 1 648 | 1 652 | 1 711 | 1 695 |

| 1901  | 1906  | 1911  | 1921  | 1926  | 1931  | 1936  | 1946  | 1954  |
| ----- | ----- | ----- | ----- | ----- | ----- | ----- | ----- | ----- |
| 1 649 | 1 702 | 1 647 | 1 444 | 1 392 | 1 380 | 1 307 | 1 249 | 1 181 |

| 1962  | 1968 | 1975 | 1982 | 1990 | 1999 | 2006 | 2008 | 2013 |
| ----- | ---- | ---- | ---- | ---- | ---- | ---- | ---- | ---- |
| 1 083 | 928  | 803  | 709  | 653  | 648  | 763  | 794  | 884  |

| 2018 | 2022 | - | - | - | - | - | - | - |
| ---- | ---- | - | - | - | - | - | - | - |
| 887  | 912  | - | - | - | - | - | - | - |

### Enseignement
La commune dispose d'une école primaire publique. Elle constitue un regroupement pédagogique avec la commune de Saint-Maugan depuis 1991.
La commune accueille également depuis 2018 une école démocratique Sudbury accueillant des élèves de 3 à 19 ans.

### Manifestations culturelles et festivités
Diverses manifestations sont organisées chaque année. Parmi elles on compte :
- La fête de la moisson : à la mi-juillet sont proposés des démonstrations de battages à l'ancienne, des ateliers de fabrication de farine, de pain et de cidre le tout dans une ambiance traditionnelle et festive. Elle est organisée depuis 1995.
- La fête communale : en septembre, une fête est organisée, avec repas et différents jeux et activités.
- Le repas des anciens : un banquet est organisé pour les personnes âgées de 70 ans et plus.
- Courses cyclistes : des courses sont organisées par le club de cyclisme.

### Sports
La commune possède un terrain de football (depuis 1976) et une salle multi-sports (depuis 1992). Il existe différentes associations sportives, en particulier de tennis, de cyclisme, de football et de gymnastique.

### Cultes
Les habitants de Muël ont la possibilité de pratiquer le culte catholique.
La paroisse Saint-Méen du Garun, rattachée à l'archidiocèse de Rennes, Dol et Saint-Malo et couvrant les communes de Muël, Gaël, Le Crouais, Bléruais, Quedillac, Saint-Malon-sur-Mel, Saint-Maugan, Saint-Méen-le-Grand et Saint-Onen-la-Chapelle dispose d'un unique lieu de culte à Muël : l'église du bourg.

## Culture locale et patrimoine

### Lieux et monuments
Aucun monument historique classé ou inscrit n'existe dans la commune.

#### Église

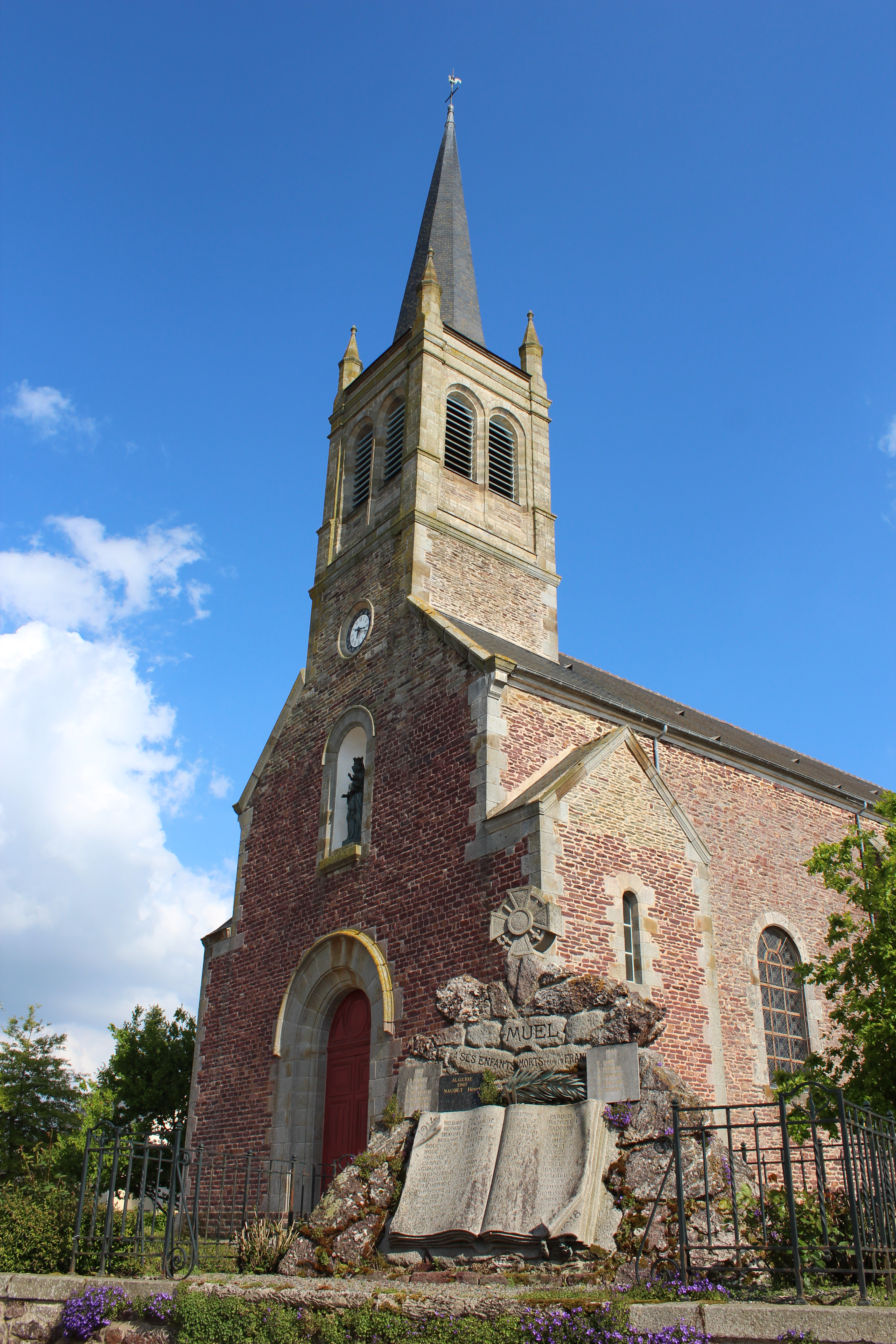
Église de Muel

La nouvelle église de Muël, de style néoroman, fut conçue par l'architecte Aristide Tourneux en 1851, et sa construction achevée en 1859. Elle est dédiée à la Notre-Dame de l'Assomption. Elle est située plus haut dans le bourg que n'était l'ancienne. Il s'agit d'un édifice en plein cintre, dont la façade présente une statue polychrome de Notre-Dame, et dont l'intérieur est orné d'un maître-autel de style Renaissance en pierre, ainsi que de petits autels et une chaire en bois,. De l'église antérieure a été  conservé un bénitier octogonal sur pied.Elle fut restaurée en 1948. En avril 1992, l'église est fermée pour cause de dangerosité, après qu'une partie se soit effondrée. Une nouvelle rénovation est lancée en 1999, et se décompose en deux phases. La première a consisté en la rénovation du clocher et du pignon nord, et s'est achevée en août 2000, pour un coût de 1 281 272 francs. La seconde phase a consisté en la réfection des vitraux en 2001, pour un montant de 250 000 francs.

#### Carrière de Trékoët
La carrière de Trékoët est une carrière de schiste d'une surface de 5,3 hectares, située au sud de la commune, en forêt de Trékoët (48° 04′ 47″ N, 2° 09′ 58″ O). Ce site est exploité depuis 1948, et est toujours en activité. L'activité principale est la transformation de la pierre extraite en gravier, utilisée notamment pour le réseau routier.

#### Buttes de la Hautière
Ce site de 2 ha, en grande partie boisé, s'étend le long de la vallée du Bois Hamon. Une ancienne carrière a modelé le terrain qui présente un faciès de diverses dépressions topographiques. A proximité, en secteur privé, les ruines d'un ancien moulin agrémentent le parcours sur le site.Un endroit parfait pour se promener (une petite boucle d'une quinzaine de minutes y est possible) ou pour les fans de VTT / cyclo-cross !
Site classé "espace naturel sensible".
Accessible depuis le centre de la commune par la rue du Moulin de la Hautière.

### Équipements culturels
La commune dispose d'une bibliothèque, munie d'un espace multimédia, d'un espace de rencontre et d'échange ainsi qu'un lieu d'exposition et d'animation.